# Guðmundur Magnússon (läkare)
Guðmundur Magnússon, född 25 september 1863, död 23 november 1924, var en isländsk läkare.
Guðmundur blev student i Reykjavik 1883 och candidatus medicinæ 1890. Han fortsatte sina studier i Köpenhamn och i Berlin, varefter han 1892 anställdes som distriktsläkare i Skagafjörður. År 1894 blev han docent vid läkarskolan i Reykjavik och 1911 professor vid Islands universitet.
Guðmundur var den förste som konstaterade tuberkulos på Island ( "Hospitalstidende" 1895) och införde förhållningsregler mot denna. Som operatör uppnådde han utmärkta resultat mot echinokocker; härom publicerade han några avhandlingar i "Hospitalstidende" (1895, 1899, 1912, 1914) och 214 Echinokokkenoperationen. Beitrag zur Pathologie und Therapie der Echinnokokkenkrankheiten (i Bernhard von Langenbecks "Archiv für klinische Chirurgie", band 100, 1913). I Yfirlit yfir sögu sullaveikinnar á Islandi (1913) gav han en utförlig framställning av echinokocksjukdomen på Island från omkring 1200 till hans egen tid.
Guðmundur var medarbetare i "Intern Medicin", som utgavs av bland andra Knud Faber. År 1922 inrättade han ett legat för isländska medicine kandidater för studier i utlandet.